# Ловци на митове
Ловци на митове (на английски: Mythbusters, в превод разобличители („разбивачи“) на митове (легенди)) е австралийско-американско телевизионно шоу, в което екип от специалисти-експериментатори проверява истинността на различни митове (градски легенди, измислици, представяни за истини) от американския и чуждия фолклор. Шоуто започва през зимата на 2003 с 3 пилотни епизода. До края на 2011 г. „Ловци на митове“ има 9 сезона и огромен брой зрители в света, а също и в България. Последният епизод на шоуто с оригиналния състав е показан на 6 март 2016 г.

## Водещи
Водещи са Адам Савидж и Джейми Хайнеман, специалисти по специални ефекти. Във втори сезон се появява и младши екип, съставен от Тори Белечи, Кари Байрън, Кристин Чембърлейн и Скоти Чапман. През 3-ти сезон към разобличителите на митове се присъединява и специалистът по електроника Грант Имахара на мястото на Кристин, и Скоти, който дълго е работил заедно с Джейми Хайнеман, а също така и за Lucasfilm. Тази договореност продължава до август 2014 г., когато е обявено, че Тори Белечи, Кари Байрън и Грант Имахара напускат шоуто, оставяйки само Хайнеман и Савидж да го водят, както е било в началото.

## Други членове на екипа
Може би най-известният член на екипа е куклата Бъстър. Бъстър е бил изпробван при тестове на коли, но въпреки здравината на конструкцията му, ловците на митове го изпочупват в почти всеки епизод. В някои от епизодите, когато са нужни експлозиви, на помощ идва Ерик Гейтс (ракетен инженер). В други епизоди участие взимат Роджър Шуенки (акустик), Алан Норманди (лейтенант от полицията на Сан Франциско) и Франк Дойл (пенсиониран агент на ФБР). В първи сезон митовете разказва фолклористката Хедър Джоузеф-Уитам, но тя се отказва от по-нататъшно участие в шоуто.
- Кари Байрън
- Тори Белечи
- Грант Имахара
- Бъстър